# Mashta al Helou
 (février 2012).
Si vous disposez d'ouvrages ou d'articles de référence ou si vous connaissez des sites web de qualité traitant du thème abordé ici, merci de compléter l'article en donnant les références utiles à sa vérifiabilité et en les liant à la section « Notes et références ».
Machta al Hélou ou Machta el Hélou (مشتی الحلو) est une ville de 50 000 habitants située dans les montagnes dans l'ouest de la Syrie, appartenant au gouvernorat de Tartous. La majorité des habitants sont de confession chrétienne orthodoxe et appartiennent à l'église grecque orthodoxe d'Antioche, avec deux églises dans la ville.
Sites remarquables à Machta al Helou et les alentours: 
- Der Mar Elias.
- Tarik al gharbi.
- Jabal al Saidi.
- Grottes de la Lumière.
- Krak des chevaliers.
- Fort Souleyman.
- Restaurants, hôtel Panorama 5 étoiles.